# MV Comix
MV Comix war ein deutsches Comic-Magazin für ein jugendliches Publikum, das ab 1962 zuerst unter dem Titel Mickyvision erschien. Nachdem sich der Heftinhalt zunehmend von Disneycomics entfernt hatte, wurde die Heftreihe ab Mitte der 60er Jahre sukzessive in MV Comix umbenannt (in Anlehnung an die sprechenden Namen aus den Asterix-Comics) und erschien in dieser Form noch bis 1977.
Von 1967 bis 1993 wurde bei demselben Verlag die separate zweite Serie Mickyvision, nun ausschließlich mit Disneycomics, veröffentlicht.

## 1962–1977:Mickyvision(Erste Serie), späterMV Comix
Ab 1962 brachte der Ehapa-Verlag parallel zum wöchentlich erscheinenden Micky-Maus-Heft mit der Mickyvision ein zweites Magazin heraus. Darin wurden überwiegend nicht die aus der Micky-Maus-Zeitschrift bekannten Walt-Disney-Geschichten (Micky Maus, Donald Duck) veröffentlicht, sondern Disneys Film- und Fernsehabenteuerreihen sowie andere amerikanische (z. B. Superman, Zorro) oder deutsche Serien (z. B. Karl May).
Um die Anzahl der Leserschaft anzuheben, kam 1965 allmählich auch frankobelgisches Material hinzu. Zunächst die Rennfahrerserie Michel Vaillant, eingedeutscht als „Michael Voss“ für längere Zeit die tragende Serie des Magazins, später auch Dan Cooper, Andy Morgan (als „Bernhard Prinz“), Leutnant Blueberry und – ab Oktober 1967 in der Nachfolge des Kauka Verlags – als fortan wichtigste Serie Asterix. Mit der zunehmenden thematischen Entfernung vom Disney-Kosmos veränderte sich auch der Name des Magazins über Neue Mickyvision, MV Mickyvision 66, MV 66 bis MV 68 schließlich ab Nummer 35/1968 zu MV Comix. Bis 1977 erschienen alle neuen Asterix-Abenteuer in Deutschland als Vorabveröffentlichung in MV Comix. Nach der Einstellung des Magazins erschien Asterix bei Ehapa nur noch als Albumveröffentlichung.
Zuerst erschien das Magazin monatlich, von 1965 bis etwa Mitte 1967 zweiwöchentlich und schließlich sogar wöchentlich. Ende 1968 kehrte man wieder zur zweiwöchentlichen Erscheinungsweise zurück, die bis zur Einstellung im Sommer 1977 beibehalten wurde.

## 1967–1993:Mickyvision(Zweite Serie)
Unter dem ursprünglichen Namen Mickyvision erschien ab 1967 daneben wieder ein monatliches Magazin, in dem nun ausschließlich Disneycomics veröffentlicht wurden. Diese zweite Mickyvision, die lange Zeit einen größeren Rätsel- und Beilagenanteil als die reguläre Micky Maus besaß, lief von da ab knapp über 25 Jahre und wurde mit der Ausgabe vom Dezember 1993 eingestellt.